# Maya Memsaab
Maya Mensaab est un film indien réalisé par Ketan Mehta, sorti en 1993. C'est une adaptation du roman Madame Bovary, de Gustave Flaubert.

## Synopsis
Deux inspecteurs mènent une enquête sur la disparition d’une femme.
Au fur et à mesure de leur enquête et des réponses à leurs questions, la vie de la disparue leur apparaît.
Maya est une belle femme extravagante et fantasque. Elle se marie avec un médecin. 
Mais la vie auprès de cet homme ne ressemble en rien aux rêves de la jeune femme et vite elle s’ennuie auprès de lui.
Elle rencontre des hommes, avec lesquels elle a des liaisons passionnelles, puis exclusives.
Mais là aussi elle est insatisfaite.
Elle dépense de grosses sommes d’argent dans des produits luxueux et s’endette. Mais alors qu’elle a besoin d’eux, aucun de ses amants ne l’aide.
L’ennui, la désillusion, le désespoir aura raison de Maya qui finira tragiquement.

## Fiche technique
- Réalisateur : Ketan Mehta
- Pays : Inde
- Année : 1993
- Genre : drame
- Compositeur : Hridayanath Mangeshkar
- Durée : 171 minutes

## Distribution
- Shahrukh Khan
- Deepa Sahi
- Farooq Shaikh
- Raj Babbar